# 네이비필드
네이비필드는 SDEnterNET에서 개발하고 서비스하는 MMOTSG이다.

## 전투방과 에어리어 시스템
네이비필드에서는 맵이 에어리어로 나뉘어 있으며, 각 에어리어마다 경험치 보너스가 존재한다. 또한, 항구에는 네이비필드의 공성전이라 할 수 있는 항구점령전이 가능하다. 보통 에어리어에 개설 할 수 있는 방은 다음과 같다.
- 일반 전투방: 어떠한 세팅과 함급이던 입장이 가능한 방으로 패배시 경험치 하락이 있기 때문에 현재는 사장된 전투방.
- 대함대전: 최대 전함 12척, 항모 8척의 제한이 있으며 나머지 함급은 총인원수 제한을 빼고 제한 없이 입장이 가능한 전투방.팀전체의 어택량에 따라 탑승한 함급과 DP, 어택량으로 경험치 배분이 이루어진다.가장 많은 유저들이 애용하는 전투방이다.
- 야간전: 전함과 항모만이 참여가능한 전투방. 기존의 전투방과는 다르게 시야가 극단적으로 제한되며 함포의 집탄능력도 대폭 하락된 상태에서 전투를 하게 된다. 정찰기에 탑재 가능한 조명탄(Star Shell)을 사용하면 일정시간동안 조명탄이 투하된 지점에서 일정 범위에 한해 낮과 같이 밝은 시야를 유지가능하다.(집탄능력이 대폭 하락되는 건 변함 없음) 경험치 보너스가 대함대전에 비해 높다는 장점이 있다.
- 연안전투전: 호위함, 구축함이하의 함급만이 참여가능한 전투방. 레벨 제한, 어빌리티 제한이 있으며 네이비필드에 입문하게 되면 이 전투방에서 레벨업을 하게 된다. 대함대전에 비해 경험치 보너스가 높다.
- 소해상전격전: 경순~중순, 그리고 잠수함만이 참여가능한 전투방. 레벨 제한, 어빌리티 제한이 존재한다. 공격기및 전투기를 탑재한 상태로는 전투에 참여가 불가능하다. 연안전투전을 졸업하게 되면 이 전투방으로 가게 된다.(개편이전의 해상전격전과 비슷하다) 대함대전에 비해 경험치 보너스가 높다.
- 대해상전격전: 전함과 순양전함만이 참여가능한 전투방으로 레벨 제한및 어빌리티 제한이 있다. 저레벨 유저들을 위한 대함대전이라고 볼 수 있다. 역시 대함대전에 비해 경험치 보너스가 높다.
- OP.Convoy: 네이비필드의 깃발 뺏기 게임으로 요소는 참신하나 시간제한이 10분/15분이다.
- 미션: 경험치 획득율이 100%인 에어리어에서만 개설가능한 전투방. 다양한 미션을 아군과 함께 플레이 가능하다.
- 거래방: 13, 18에어리어에서만 개설가능한 전투방. 전투는 불가능하며, 거래기능이 활성화되는 전투방이다.
- 거점점령전: 방장이 입장가능한 전함/항모/잠수함숫자를 조절하여 방을 만들수 있는게 특징. 게임이 시작되면 중앙 상/하단에 점령할 수 있는 섬이 하나씩있고, 좌 우측 끝에 각각 서로의 진영이 하나씩 존재한다. 승리조건은 대함처럼 상대팀의 모든 함선을 격침시키는 것도 포함되지만, 좌측 혹은 우측끝에 있는 상대진영을 점령하는게 승리조건.(상대가 몇명이 남아있건 먼저 상대 거점을 점령하면 승리하는 방식) 중앙에 있는 섬은 먹으면 추가경험치가 있는 보너스로 승패에 영향은 없다. 상륙선의 상륙병이나 급강하폭격기를 활용한 강습병으로 거점을 점령하면 경험치 +@%. 상륙선의 경우 상륙병과수병을 태운상태로 거점근처에가면 알아서 점령을 시작한다. 포격에 의한 점령은 거점 가운데 있는 동그란 건물등 건물위주로 타격해야 점령게이지가 진행됨으로 정확한 포격능력을 요구한다.

## 국적
처음하는 초보들은 초보자 에이리어에서 수련 하며 레벨을 올리고 레벨이 12에 도달하면 국적을 선택할 수 있다.

### 영국 해군
대영제국 해군(Royal Navy) - 대영 제국.
수리와 보수의 특화 및 전함 계열 트리에서 보조석 +1의 장점을 가지는 나라.
하지만 중순양함 이하급 함선들의 성능이 평범하기 때문에 타국에 밀린다. 중장갑을 장착할 수 있는 함선이 상당 수 존재한다. 라이온급을 제외하면 함포의 사정거리가 동급중 최하위권에 달한다.
포병의 전직은 두 갈래로 나뉘는데, 이중에서 명중전직은 함정카드다. 독일/일본에 기총수라는 함정카드가 있는 것처럼 미국/영국에는 명중포병이라는 함정카드가있다. 보통 레벨되는대로 연사포병승급하거나 일부러 중포병가기전에 늦직하여 명중률 2200을 맞춘다.
(경포병->연사포병으로 갈때의 명중/연사 어빌교환비를 역이용한 케이스. 대신 이렇게 할 경우 전직이 늦어지는 것으로 인해 총 수병숫자가 감소하여-1레벨당 한명-사관질에서 약간 미묘한상황을 연출하게 되고 늦직을 위해 해당 포병이 100레벨 200사관이 넘을때까지 고행이 예상됨으로 요즘추세는 명중프리미엄수병을 연사칼직하는쪽으로 쓴다.
함포의 집탄률이 낮고 연사속도 또한 느리나, 느린 연사속도는 연사포병의 연사능력으로 보완 할 수 있다. 미국과 동일하게 함선의 기총이 비교적 강한 편이지만 대공포의 성능은 하위권. 대공포는 주로 일반 함포인 5.25 RP D형을 사용한다. 대공포병용 포인 1.25pdr(일명 폼폼이)를 쓰는 사람도 있다. 항공모함은 높은 DP와 높은 구조강도를 보유한다. 전투기는 속도가 느리고 높은 DP, 저렴한 화력을, 뇌격기는 가장 느리지만 최상의 화력(2차 바라쿠다는 10800. 다만 어뢰속도가 뒤에서2등> 을 보여준다. 급강하 폭격기는 매우 빠른 속도와 높은 DP, 가장 낮은 위력을 가지고 있다. 잠수함에서는 역대 최악의 성능을 보여주는 것으로 유명한데 심지어는 "영국어뢰는 후진가요"라는 뻘글이 유행할 정도로 어뢰관련에서 매우 저질스럽다.
- 강력한 맷집과 빠른연사 강력한 포탄 데미지로 인해 돌격특화 국가가 됨, 끝없는 사관질(현질)이 필수인 국가

### 미국 해군
미합중국 해군(United States Navy) - 미국.
대공과 전투에 보너스를 가지는 나라. 사실상 대공어빌리티는 사장된 상태이기에 전함유저에게 어빌리티상의 이득은 없다고 봐도 무방하다. 구축함(DDX) ~ 중순양함(볼티모어) 라인이 매우 강력하다.) 3차전함라인의 DP가 2만도 채 되지 않았으나 미국의 밸런스패치가 진행되어 타국과 비슷한 수준에 이르렀다. 4차전함인 아이오와 까지의 렙업이 힘들다. 연사는 느린편이며 집탄도 좋은편이다. 사거리는 짧은편. 4개국중 함선의 기총이 제일 강력하여 뇌격기가 잘 접근하지 않는다. 주포가 고각(45도) 인 함선이 많아 고도의 컨트롤을 요하지만, 4,5차전함들은 40도포를 주로 사용하기에 큰 제약은 없다. 딱히 눈에 띄게 좋은 장점이 없는 애매한 국가로 타국가는 단점을 장점으로 상쇄하는 면면을 보여주는 반면, 미해군의 전함들은 아무런 장점이 없기에 현재(2011년 2월 13일) 유저들 사이에서 가장 성능이 낮은 전함들로 취급되고 있다. 그러나 2011년 10월 6일을 기점으로 미국의 대부분의 전함이 상향 조치가 되었으며 14인치포의 사거리 강화, 네바다, 아이오와함급의 만재기준 2노트 향상으로 인하여 상당히 좋아졌다고 할 수 있고 또한 FCS의 명중률또한 상승함으로써 사우스다코다의 집탄이 가능해지고 항공모함은 전투기는 빠른속도와 가장 압도적인 어빌리티양으로 인하여 최강국가로 군림한다. 이때문에 올전세팅 항모가 가장 많은 것도 미국이다.급강하 폭격기는 대미지는 보통이며 속력이 빠르다. 뇌격기의 어뢰는 영국에 이어 대미지 2위이나 그외의 성능은 모두 최하위. 단 용적이 1차 2차 모두 90이라 대량 탑재를 통한 물량전이 가능하다.함체는 3차인 요크타운과 5차인 렉싱턴이 마법갑판으로 유명하고, 4차 에섹스는 동급 항모중 최고로 높은 탑재량을 자랑한다.게다가 10월 6일 패치로 에식스급과 렉싱턴급의 보조석 +1과 렉싱턴의 DP포인트가 2000상승이된 24000으로 올라가면서 더욱더 좋아졌다. 대체로 항공모함들의 DP가 낮아 렙업이 어려운 편이나, 캐쉬 항공모함의 추가로 이점이 해소되었다. 연합국 대공능력 개선 패치 이후 미국의 대공능력이 대폭 향상되었다. 독일급의 사거리를 보유하게 되어 높은 대공방어능력을 가지게 되어 대공용 부포를 단 미국 전함이 자주 보이게 되었다. 잠수함에서 미국은 상당히 좋지 않은 면모를 보여주는데, 5차인 가토가 추가되었으나 여전히 중위권에 머무르는 수준이다.
- 좋게 말하면 밸런스가 잡힌 국가이고 나쁘게 말하면 이도 저도 아닌국가 국가특성이 없음, 단 전투기만큼은 최강.

### 독일 해군
도이치 제국 해군(KriegsMarine) - 나치 독일.
명중과 연사, 기관, 전투에서 보너스를 가지는 국가. 구축함 ~ SD전함(카이저)까지 딱히 어려운 구간이 없는 국가이다.전함전에서 매우 중요한 요소가 되는 명중,연사,기관을 모두가지고 있으며 함선의 DP가 모두 평균 이상으로 대함대전에서 레벨업이 가장 빠른국가이다.또한 사거리가 동차수에서 항상 1등이며 특히 저차전함(샤른호스트,P-projectⅡ)부터 4차전함과 맞먹는 사거리를 가져 1어택이 가장 쉬운국가이다. 함포의 대미지(HE)와 포탄 무게는 4개국 최악, 연사는 영국과 비슷할 정도로 매우 빠른편이며 사거리는 가장 길고,집탄은 무난히 좋은 편이다.기관병장의 어빌이 매우 좋아 속도가 빠를 거라 생각되지만, 매우 안좋은 엔진으로 인해 속도는 평범해, 오버힛은 별로 높지 않지만, 중복 페널티를 받지 않아 오버힛 지속 시간은 4개국 최고이다. 보수와 수리에 패널이 부과적으로 더 있어 수리와 보수가 가장 안 좋다. 함선의 기총은 최악이며 대신 기관총수준의 연사를 자랑하는 최고의 대공포를 가지고 있다. 또한, 기관병장으로 인해 다른 국가보다 엔진의 효율을 강력하게 이끌어내는 것이 가능하다. 전체적으로 배수량이 높은 편에 속하여, 1발당 입는 타격이 크다.
독일해군을 위해 구현된 함선의 대부분은 Z Plan이다. (대부분의 함선은 페이퍼쉽이다.)
독일의 항공모함은 전투기는 강력하며, 뇌격기는 가장 빠르고 , 뇌격기의 어뢰는 소련다음으로 빠르고 소련보다 조금 높은어뢰 대미지를 가진다. 급강하 폭격기는 느리지만 소비에트 다음으로 강력하다. 이 고 대미지형의 특성은 "준비시간 -1초"를 이용한 물량형의 일본 급강하폭격기와 더불어 급강하 폭격기 양대 인기 국가인 독일 급강하 폭격기의 특성을 잘 보여 준다.
항공모함이 4가지 밖에 존재하지 않으며 저차(자이틀리츠 , 그라프 제펠린1)는 항공기 용적이 낮은 편이여서 세심한 함재기 관리를 필요로 한다. 첫 항모부터 부포가 존재해 여러명의 수병을 키울수 있다는 이점이있다. 최고차 항모(오이로파)의 DP가 낮은편이어서 렙업이 어려운 편이며, 보조석 수도 7자리밖에 되지 않아 효율적인 운용에 어려움이 따른다.
재미있는 특징으로 3차 전함과 맞먹는 사거리를 자랑하는 11인치함포가 존재하며 O.Project 트리의 중순양함에 탑재가 가능해 레벨과 실력이 뒷받쳐준다면 중순양함으로 전함과 싸우는게 가능하다.
성능은 동일하나 포구의 개수가 하나밖에 없는 11인치 단장 함포는 독일의 경순양함, 중순양함과 항공모함인 오이로파에 탑재가 가능하다.
독일 잠수함은 U-BOAT의 명성에 따라서 상당히 좋은 스펙을 보여준다.
특히 독일의 특징인 근접신관 어뢰는 수중전에서 막강한 파괴력을 과시하여 타국 잠수함들을 압도하지만, 전함과 같은 높은 방뢰능력을 가진 함선에겐 근접신관이 양날의 검이 되기도 한다.
또한 기관병장의 어빌리티 특혜로 2차 잠수함부터 잠수함의 최대 속도인 40노트를 뽑아낼수 있는 유일한 국가이기도 하다.
- 우월한 사거리가 특징이나 턱없이 낮은 포탄데미지로 인해 눈물을 흘리는 국가, 1차에서 3차에 이르는 전함의 주포데미지는 타국의 중순포와 비등하거나 약한 수준.
- 단, 잠수함에서 만큼은 최강국가.

### 일본 제국 해군
일본제국 해군(Imperial Japan Navy)- 일본 제국.
어뢰와 폭격에서 보너스를 가지는 나라. 미국과 마찬가지로 전함전에 있어서 어빌리티상의 이점은 없다고 볼 수 있다.구축함 ~ 중순양함 라인은 그럭저럭인 편이나 저차전함 라인이 좋지 않다. 4차전함중 유일하게 100렙의함포를 주력으로 사용하는 야마토가 있으며, 일본은 슈퍼 야마토만 보고 키운다는 말이 있을 정도로 5차 최강을 자랑하는 최고차전함인 슈퍼야마토는 4개국중 속도가 가장빠르고, 우수한 대공과 장갑, 화력, 집탄을 자랑한다. 보통의 대미지와 조금 느린연사력, 좋은 집탄을 가지며 기총은 안좋은편이다.소련과 마찬가지로 고각함포(45도)를 주력으로 쓰기에 세심한 컨트롤이 필요하다.일본의 항공모함은 급강하 폭격기에서 매우 우수한 성능을 보여준다.전투기는 비교적 우수한 넓은 항속범위를, 뇌격기는 평균이상의 속도와 화력을, 급강하폭격기는 '준비시간 -1초'라는 국가 특화와 함께 높은 화력, 평균적인 속도를 보유한다. 항공모함의 종류가 4개국중 가장 많아 유일하게 항공모함의 트리가 2가지이며 항공모함 작전수행이 가능한 전투함선(오요도,모가미,이세)이 있다.고차항모인 시나노는 최고의 DP, 방뢰구획을 255장 바를수있는 여유배수량을 자랑한다. 매우 높은 DP로 인해 렙업이 가장 쉽다.준비시간-1초 특혜에 따른 페널티로 일부 함선의 동발수가 타국에 비해 하나 적은 함선이 존재한다.최근 업데이트로 인하여 오요도, 모가미, 이세가 항공모함에서 각각 경순양함, 중순양함, 전함으로 클래스가 변경되었다.오요도와 모가미급 항공순양함의 경우 해상전격전에도 출입이 가능하나, 해상전격전에서는 정찰기를 제외한 다른 함재기의 탑재가 불가능하게 되었다.이세급 항공전함의 경우 전함으로 함급이 재분류되었으며, 컴포넌트 용적이 상향됨으로써 후소급 전함정도의 화력을 보유할 수 있게 수정되었다.
5차 기준시 집탄을 고려하면 화력은 1~2등을 다투고 있다. 하지만 고폭탄(HE) 대미지는 2등이다.잠수함에서는 어뢰특화 국가라는 특성에 걸맞게 우수한 성능을 보유하고 있다.특수 어뢰병의 어빌리티 특혜로 전 국가중 최고로 빠른 재장전 성능을 가지고 있으며, 가장 긴 어뢰 사거리와 발당 어뢰 대미지에서는 최고를 자랑한다.
또한 5차급인 을형 항속잠수함, 캐쉬인 이54형,6차인 이400형은 뇌격기를 탑재가능한 잠수항모로 보다 전술적인 행동을 취할수가 있다.
- 5차 전함을 타지 못하면 의미가 없는 국가.
- 포각 45도의 위엄으로 4초앞을 볼 수 없다면 전함은 포기함이...
- 어뢰특화로 인해 어뢰정은 장대한 사거리를 자랑함

### USSR 해군
소비에트 연방 해군(Naval Fleet of the USSR/Soviet Navy)- 소련
3차 전함까지는 비교적 작은 함체와 다연장 함포를 구비한 국가. 연합국임에도 불구하고 포술장 트리를 가지고 있으며, 독일과 같은 기관병장 트리이지만 기관병장 전직시 수리-3으로 수리속도는 더 빠르다. 높은 각도에 사거리가 짧은 함포가 주를 이루며 짧은 안전거리를 가진 고속의 어뢰를 보유하고 있다. 매우 빠른 구축함과 T마운트를 다수 보유한 중,경순트리는 소련의 빠른 어뢰특성을 더욱 부각시킨다. 전함은 3차까지는 작은 함체와 오버테크놀러지의 관통력으로 우세하나 4차인 스탈린 그라드와 5차 소비에스키 소유즈에 와서는 관통력이 낮아지는 묘한 포지션을 가지고 있다. 소련의 대공포는 연합국답게 그렇게 좋은 성능을 보여주지는 않는다(느린연사속도와 느린탄속 약한대공탄 데미지는 대공을 포기하게 만든다).여기에 장갑마저 장착이 불가능한 배수량으로인해 항공공격에 더없이 취약한 면모를 보인다. 항모는 작은 함체(단, 5차는 꽤 크다)와 다수의 포탑 탑재 능력,타국과 비교해 높은 저구경 함포 대미지 그리고 독일보다 더욱 강력한 급폭탄으로 공포에 떨게 만든다. 뇌격기 어뢰는 안전거리가 짧고 속도가 빠르나 낮은 공격력을 가졌고 함재기가 빈약하다. 잠수함은 3차까지는 프랑스보다도 거대한 함체를 가졌다. 어뢰문수는 4차에 전방 4문 후방 2문, 3차,2차가 전방 4 후방 2 1차는 프랑스와 동일하다. 어뢰 대미지는 영국보다 빈약. 그러나 안전거리가 짧고 어뢰 속도가 빠르다. 사정거리는 영국/미국보다 우세하다.
- 5차 전함은 45도의위엄으로 인해 3초앞의 미래를 볼 수 없다면 의미가 없음.
- 1~5차전함중 탈만한 전함은 3차 전함 마리아와 5차 소유즈를 제외하면 의미없음.
- 고속어뢰 특화이나 고차로 갈수록 의미없음

### 이탈리아 해군
이탈리아 해군(Marina Militare) - 이탈리아
미친듯한 산탄과 짧은 사거리 우수한 관통력을 보유한 근접특화국.
전함은 작은함체로 빛을 발하나, 그 이전 단계의 함선들이 프랑스보다 더 열악하다는 평가가 많다.
고자같은 대공포문수. 산탄이 심한 함포(이 때문에 함재기, 잠수함 공격에 매우 취약하다.)와 오버힛여유율이 전국가 중 하위권을 달리는 단점이 존재하나 미친듯한 저각포에 높은 탄무게로 사거리 안에만 넣으면 무서울게 없다.
쓸만한 대공용 함포가 존재하지 않고 항공모함에도 탑재가능한 강력한 대함용 저각 단장포인 6인치 EOC가 존재한다.
항모의 경우 중급이상의 DP, 국가특화인 공격기 발진-1초가 있음에도 불구하고 동발페널티가 없는 이례적인 신규국버프가 존재한다. 그나마 밸런스가 맞아왔다고 여겨져온 항모계에 파동을 가져온 이단아로 EOC와 공격기의 조합은 풀피 전함도 격투전으로 녹여버리기도 한다. .함재기의 경우 빠른 속력과 높은 공격력, 종이 비행기라는 특징을 가지고 있다. 급폭의 경우는폭탄뎀은 약하나 높은 탄무게로 실은 소급보다 오히려 더 강한 위력을, 뇌격기는 빠른 속력을 가지고 있는데도 어뢰속도도 빠른데다가(소련다음으로 빠르다) 위력도 중상위라는 어이상실한 스펙을 보여준다. 잠수함의 경우 신규 4개국의 특징이라고 할 수 있는 어뢰 재장전 시간이 비교적 길다는 단점이 존재하며, 어뢰 데미지는 뒤에서 2등. 어뢰의 고속/저속의 편차가 심한 편이다.
- 강력한 연사와 멧집을 보유하고 있으나 어마어마한 산탄으로 인해 집탄 능력을 갖추면 사거리가 줄어드는 기현상이 생기는 국가. 대부분 함선이 저각포인 관계로 돌격전함을 저지하는데는 최적화되어있다.

### 프랑스 해군
프랑스 해군(Marine National/Ra Loyale)- 프랑스.
초창기에 미,영,독,일의 기존 4개국이 갖고 있던 장점을 합친 듯한 모습을 보여주는 비교적 우수했던 국가이다.중순양함 까지의 함선라인은 대체로 함체가 큰 경향을 보이지만, 전함과 항공모함은 상대적으로 작은 함체를 가지고있다. 대공포는 가장 긴 사거리를 가지고 있으며 연사속도와 초구탄속이 빠른 반면, 대미지는 약하다.(만렙찰기의 경우 3~4방정도 맞춰야 추락한다) 전함의 경우, 주포가 타국 전함들에 비해서 사정거리와 적재량 측면에서 매우 열세를 보이지만 쿼드포이고 함체의 크기가 작다는 장점이 있다.(그리고 이를 개선해달라고 요구하는 프랑스유저들의 멘탈을 보면 정말 부처와 같다. 타국징징이들의 말도안되는 요구가 징징력에 압도되어 통과되는데 반해 어느정도 참작여지가 있는 프랑스의 요구는 부처멘탈의 자애로움에 순화되어 강력하게 요구되지 않는 상황. SD가 마지못해 던져준 100렙포가 그 예로, 애매한 생색내기 성능을 타국에 던져줬다면 오히려 극심한 반발을 얻었겠지만 그들은 그거라도 얻었다고 기쁨의 눈물을 흘렸었다) 최종 항모인 아로망슈는 영국의 2차 항모 콜로서스와 동일한 사이즈에 일본의 시나노급 항모와 동일한 함재기 용적을 자랑한다.(허나 부포석이 영길리의 안타프로젝트와 같다) 함재기 측면에서는 평균적인 화력과 평균이하의 속도를 가지고 있으며 평균적인 함재기 운용렙으로 내구력도 보통이며 발진준비시간이 타국보다 0.x초단위로 짧다는 장점을 가지고 있다.잠수함은 높은 위력과 느린 재장전시간을 가지고 있으며 4차랑 6차에서 고성능을 자랑하지만, 나머지는 거대한 함체가 돋보인다. 5차는 영국처럼 정찰기를 탑재하고 강력한 덱건을 탑재하고 있다.
- 쿼드의 함포가 매력적이나 처절한 탄압박이 뒤따르는 국가, 전방집중 선체로 돌격특화이나 사거리가 전국가 최하임.

## 함선
각 국가는 배의 유형에 큰 다양성이 있다.사용자의 함장이 레벨업을 하면 그에 적합한 전함이나 항공모함을 얻게 될 것이다.사용자는 '프리미엄' 경순양함 , 중순양함 , 전함을 사서 운용할지도 모른다.또한 어뢰를 이용하기 위해 특별히 디자인된 함선도 있다.

### 함선의 특성
함선에 관한 설명이다.
- 함급: 함선이 속하는 종류. 종류는 #함급에서 설명한다.
- 함종: 일반 함종(Normal Ship)과 유니크 함종(Unique Ship)으로 구분되어 있다. #함종
- 요구레벨: 해당 함선을 탑승하기 위해 필요한 함장의 레벨의 요구치.
- 내구도 (DP): 해당 함선의 내구력.손상도에 따라 색깔이 초록 노랑 빨강 순으로 변화한다.
- 가격: 함선을 구매하기 위해 요구되는 크레딧.
- 수리비: 배가 침몰한 경우 배를 인양, 수리할 때 요구되는 크레딧. 배의 배수량에 비례한다.
- 수병 슬롯: 함선에 태울 수 있는 수병의 수. 더 상위의 함선은 더 많은 수병을 태울 수 있다.
- 배수량: 배가 밀어내는 해수의 양으로 함선에 얼마만큼의 물건을 실을 수 있는지를 결정한다.[2] 모든 함선은 최대 배수량을 넘지 못한다.
- 구조강도: 함선의 기본 강도를 증가 시켜 엔진의 신뢰도를 높여주고 데미지를 소량 감소시켜 준다.[3]
- 대공 방어력: 배의 기본적인 대공방어(기총) 능력. 유저가 추가로 장착하는 대공포와는 관련이 없다.
- 사격통제장치 용적: 명중률을 책임지는 사격통제장치의 공간량.
- 엔진 용적: 얼마나 빨리 함선이 움직일 수 있을지 결정하는 엔진을 거치하는 공간량.
- 폭발 기본 방어력: 폭발 데미지에 대한 함선의 기본적인 방어 능력. 장갑을 장착함으로써 폭발 방어력을 증가시킬 수 있다.
- 관통 기본 방어력: 관통 데미지에 대한 함선의 기본적인 방어 능력. 장갑을 장착함으로써 관통 방어력을 증가시킬 수 있다.
- 오버히트 여유율: 엔진을 표준치 이상으로 움직여 함선을 더 빨리 움직이게 할 수 있는 한계량. 높을 수록 엔진의 잠재능력을 끌어낼 수 있다.
- 선회 능력: 함선의 선회 능력. 선회 능력이 높을 수록 보다 기민한 기동이 가능하게 된다. 선회 능력은 엔진의 성능에 큰 영향을 받는다.
- 함재기 용적: 함재기를 보관가능한 최대량. 클 수록 더 많은 함재기를 수용가능하다.
- 무장 마운트: 각종 무장을 설치하기 위한 공간. R-Mounts(주무장, 주로 함포)와 T-mounts(부무장, 주로 어뢰)가 있다. 마운트 마다 지정된 용적이 존재하며 해당 용적이 허용되는 무장만이 탑재가 가능하다.
- 탄약고: 함포를 장착하였을 때 표시되는 사항으로 A 탄약고와 B 탄약고로 분류되며 전투시 Y키로 탄약고를 전환할 수 있다.
- 무기 적재 용적: 어뢰나 함재기용 무장을 탑재하는 공간.
- 개장: 일부 함선은 개장(Reform)을 통하여 성능과 외형의 변화를 기대할 수 있다. 한번 개장을 하면 개장비는 반환되지 않는다.
- 구조 방어력: 함선의 포탄과 어뢰에 대한 데미지 컨트롤 능력이다. 함선에 입은 피해의 일부를 잠재 대미지로 전환하는 전환률을 표기한다. 최대치는 900. 수병의 보수 어빌리티로 증가시킬수 있다.[4]

### 장갑
네이비필드에서 구현되어 있는 장갑의 특성에 대한 설명이다. 장갑의 방어력은 폭발과 관통으로 나뉘며, 함선의 기본방어력에 합산되어 전투에 반영된다.
장갑은 4종류이며 단위는 인치(inch) 로 소수점 한자리까지 표기된다.
- 상부장갑: 함선의 갑판에 장갑을 장착한다. 갑판으로 낙하하는 포탄에 대한 저지력을 증가시켜준다.
- 측면장갑: 함선의 측면에 장갑을 장착한다. 측면으로 도달하는 포탄및 어뢰에 대한 저지력[5]을 증가시켜준다.
- 방수격벽: 함선의 구조 강도를 강화한다.
- 방뢰구획: 어뢰로부터 함체를 보호하는 일시적 장갑[6]을 장착한다.모니터의 상단부에 있는 체력바 바로 밑에 있는 빨간색게이지가 방뢰 게이지로 게이지가 0이 되는순간 효과를 상실한다.(없는경우에는 테두리선만 있고 투명하다.)

- 상갑 0장 ( 종종 4장을 기본 장비하기도 함 )
- 측갑 2장
- 방뢰 속도가 떨어지지 않을 만큼
- 격벽은 잠수함이 아니라면 의미 없음

### 함급
네이비필드는 미국해군의 선체분류체계를 사용한다.
| 함급             | 표기                                | 간단한 설명 |
| ---------------- | ----------------------------------- | --- |
| 잠수함           | SS(Submarine)                       | 일반적으로 작은 함체와 적은 배수량을 가진다. 그러나 후반에 탑승하게 되는 잠수함은 구축함보다도 거대하다. 소형의 엔진을 탑재하여 빠른 속도의 기동전이 불가능하나, 잠수를 하여 적의 감시망을 유유히 뚫고 본대에 접근할 수 있다. 잠수함에 탑재되는 어뢰는 통상 어뢰보다 훨씬 강력하며, 적의 본대에 잠입한 잠수함은 치명적인 피해를 안겨줄 수 있다. 잠수를 하게 되면 일부 함급을 제외하고는 잠수함을 발견 할 수 없으며, 어뢰나 폭뢰, 기뢰이외에는 피해를 받지 않는다. 한계심도잠수(Critical Dive)를 할 경우, 수압에 의해 함체에 지속적인 피해가 가며, 이동이 불가능하나 무적상태가 된다. 산소가 충분하지 않으면 더 이상 잠수가 불가능하며, DP가 30% 이하일경우도 잠수가 불가능하여 강제 부상된다. 일부 잠수함은 거치포(Deck Gun)를 가지고 있다. 이 거치포는 구경은 작으나 강력한 화력과 긴 사거리를 가지지만, 느린 탄속과 빈약한 FCS로 인해 저조한 명중률을 보여준다 일부 잠수함은 정찰기나 뇌격기를 탑재할 수 있다 |
| 호위함           | FF(Frigate)                         | 소형의 고속함. 작은 함체와 빠른 속력으로 전장을 누빈다. 작은 함체로 인해 고성능의 함포와 어뢰를 탑재할 수 없지만, 음파탐지병이 없어도 잠수상태에 있는 적 잠수함을 탐지할 수 있다. 또한, 적 함이 부설한 기뢰를 발견 할 수 있는 몇 안되는 함급중 하나이기도 하다. 모든 프리깃은 중립함선이다. 국적 프리깃은 없다. |
| 구축함           | DD(Destroyer)                       | 중소형의 고속함. 그러나 프리깃보다는 더 크고 약간 느리다. 프리깃보다 월등히 큰 함체로 인해 피탄 확률이 높은편(프리깃에 비해)이지만, 높은 DP 로 오래 생존할 수 있다. 프리깃보다 더욱 강력한 함포와 어뢰로 무장이 가능하며, 적이 부설한 기뢰의 발견 또한 가능하다. 중립국적의 구축함은 음파탐지병이 없어도 잠수상태에 있는 적 잠수함을 탐지가 가능하다. 국적이 있는 구축함은 음파탐지병이 필요하다. |
| 경순양함         | CL(Light Cruiser)                   | 중형의 고속함. 구축함보다도 거대한 함체로 포화에 쉽게 노출 되지만, 구축함과 비슷한 속도를 자랑한다. 본격적으로 강력한 무장과 장갑의 탑재가 가능해지는 함급이며, 월등한 사정거리와 화력, DP로 구축함을 압도한다. 경순양함 중에는 정찰기의 탑재가 가능한 함선도 있어 아군의 시야 확보에 도움을 줄 수 있다. 음파탐지병을 탑재시 잠수상태에 있는 적 잠수함의 탐지가 가능하며, 음파탐지병의 효과가 있는 최종함급이다. 또한, 오요도급 항공순양함은 4가지 종류의 모든 함재기의 탑재가 가능하다. |
| 중순양함(장갑함) | CA(Heavy Cruiser / Armored Cruiser) | 대형의 고속함. 경순양함보다도 거대하여 피탄면적이 더욱 크다. 중순양함은 더욱 장갑을 두껍게 달 수 있으며 경순양함보다 훨씬 강력한 함포를 장착할 수 있다. 중순양함부터는 음파탐지병이 탑승하고 있더라도 잠수상태의 적 잠수함을 발견할 수 없다. 모든 중순양함 은 (단 소련중순인Rurik제외) 정찰기를 탑재한다. 독일해군의 도이치랜드급 장갑함은 중순양함으로 분류된다. 또한, 모가미급 항공순양함은 4가지 종류의 모든 함재기의 탑재가 가능하다. |
| 순양전함         | BC(Battle Cruiser)                  | 기동전을 위해 장갑을 포기한 형태의 전함. 엄청나게 큰 크기로 인해 손쉬운 표적이 된다. 순양전함은 전함급의 무장을 탑재하며 중순양함 급의 속도를 지닌다. 네이비필드에서는 전함과 순양전함을 똑같은 BB로 취급하며, 이들의 최대 속도를 50노트로 제한하고 있어 순양전함의 이점이 없다. 모든 순양전함은 (단 소련 순양전함인Andrei Pervozvanny제외) 정찰기를 탑재한다. 미국의 알래스카급 대형 순양함(C.B)또한 이 분류에 속한다. |
| 전함             | BB(Battle Ship)                     | 매우 커다란 크기와 압도적인 화력을 지닌 전장의 주역. 기본 적으로는 느린 속도를 가지고 있으나, 네이비 필드에서는 고렙 기관병의 다수 탑재로 최대 속도인 50노트로 날아다닌다. 넓은 피탄면적을 지닌 만큼 생존을 위해 높은 DP를 가지고 있고, 매우 두꺼운 장갑으로 무장하고 있어 웬만한 크기의 함포로는 이들에게 피해를 입히지 못한다. 모든 전함은 (넬슨급 전함 제외) 정찰기를 탑재한다. 단, 이세급 항공전함은 예외로 모든 종류의 함재기를 사용이 가능하다. |
| 항공모함         | CV(Aircraft Carrier)                | 다양한 크기와 장갑, 속력을 가지고 있는 함선. 대형 함종임에도 불구하고 속도제한이 없는 것이 특징이다. 항공모함은 매우 작은 호위 항공모함(CVE:Escort Aircraft Carrier)(보그급 호위항모등)부터 거대한 정규 항공모함(CV:Fleet Aircraft Carrier)(시나노급 항공모함등)공격 항공모함(CVA:Attack Aircraft Carrier)(임플레커블급 항공모함등)대형 항공모함(CVB:Large Aircraft Carrier)(USS 미드웨이 (CV-41)등)으로 나뉜다. 일부 항공모함에는 무장 마운트가 있어서 함포나 어뢰발사기를 탑재할 수도 있다.특히 독일의 유로파와 같이 11인치 이상의 거포를 탑재가능한 항공모함도 있다. 모든 항공모함은 정찰기, 전투기, 급강하폭격기 및 뇌격기를 탑재한다. |

### 함종
현재 함종 표기는 일반 함종(Normal Ship)과 유니크 함종(Unique Ship)두개로 양분화되어 있으나, 실제 게임상에서는 SD, AUS 등의 추가적인 함종 요소가 추가되었음에도 불구하고 아직 별다른 고지가 없다.
따라서 본 항목은 현행 함종 표기 기준에 의거하여 작성되었음을 미리 알린다.
| 함종                                     | 표기        | 설명 |
| ---------------------------------------- | ----------- | --- |
| 일반 함종                                | Normal Ship | 함선명, 컴포넌트의 변경이 가능하고 구매및 매각이 가능한 함종을 일컫는다. 예외적으로 잠수함은 컴포넌트의 변경이 불가능하지만 일반 함종에 속한다. |
| SD급                                     | Normal Ship | 전 수병 120레벨이어야 탑승가능한 전함, 항모를 일컫는 특수 함종. 500만 크레딧으로 3일간 대여가 가능하며 반납하고 난뒤 이틀 동안은 재 대여가 불가능하다. 대여형식이나 함선명, 컴포넌트 교체가 가능하기 때문에 일반 함종으로 분류된다. SD급에 속하는 함선은 다음과 같다. USN. BB 네브라스카, RN. BB 퀸 빅토리아, KM. BB 카이저, IJN. BB 아마기, MN. BB 샤를마뉴, SN. BB 프로젝트 24, MM. BB 프로게토 UP 41 USN/RN. CV 미드웨이, KN/IJN. CV 데 그라스, MN. CV 리베르떼, SN. CV 짜르, MM. CV 봉플레유 SD급 항모는 최대 동시출격 14대이다.               |
| 유니크쉽                                 | Unique Ship | 함선명, 컴포넌트의 교체가 불가능한 특수한 함선이다. 각 국가 항구를 점령한 함대에서 일정 생산력을 달성할 때마다 생산할 수 있는 유니크쉽의 종류가 늘어나게 된다. 이 유니크쉽은 해당 함대의 함대원만이 20회/12시간 한정 대여 형식으로 사용이 가능하고, 사용기한이 만료되면 곧바로 다시 대여할 수가 있다. 사용 레벨은 40부터이지만 사정거리는 웬만한 4차급, 화력과 집탄 모두 매우 우수한 성능을 보유하고 있으며 연사속도는 4초대로 고정되어있다. 속력과 구방은 사용자의 수병능력에 좌우되는데 함선 속력의 경우는 수병능력에 의해 크게 죄우되지 않는다. |
| 고급 유니크 쉽 Advanced Unique Ship(AUS) | Normal Ship | 기존 유니크쉽이 컴포넌트의 교체가 되지 않는 것에 비해, AUS는 함선명 및 컴포넌트의 교체가 가능하다. 따라서 이 역시 일반 함종에 속한다. 대신 이 함선들의 성능은 기존 함선 대비 약간 높은 함체 성능(함재기 용적, DP, 보조석+1)을 가지며, 기존 함선과 동일한 레벨 제한을 만족하는 함장이 있어야 구입 가능하다(트리는 상관없음). 또한 수병의 능력에 크게 성능이 좌우된다. AUS는 함대 구분 없이 누구라도 대여 가능하며, 20회/12시간 한정 대여 형식의 룰은 동일하다.                                                                                      |

## 수병 시스템
네이비필드에서는 함선과 함께 독특한 수병 시스템이란 것을 갖추고 있으며,이 수병을 얼마나 세심하게 관리하느냐에 따라 게임의 운영에 있어서 큰 차이를 가져온다.

### 어빌리티
수병이 보유한 각종 어빌리티에 대한 설명
- 잠재: 어빌리티 최고치가 15까지 존재하며, 수병의 전직에 따라 각성되는 능력이 달라진다.(EX 함장의 관제)
- 명중: 어빌리티 최고치가 12까지 존재하며, 함포의 집탄에 관계한다.
- 연사: 어빌리티 최고치가 12까지 존재하며, 함포의 연사속도에 관계한다.
- 어뢰: 어빌리티 최고치가 12까지 존재하며, 어뢰 발사관의 연사속도에 관계한다.
- 대공: 어빌리티 최고치가 12까지 존재하며, 함선 자체의 대공방어력을 높여준다.현재는 사장된 어빌리티.
- 수리: 어빌리티 최고치가 12까지 존재하며, 함선의 수리능력에 관계한다.
- 보수: 어빌리티 최고치가 12까지 존재하며, 함선의 구조방어력에 관계한다.
- 기관: 어빌리티 최고치가 12까지 존재하며, 함선의 속도와 오버힛 여유율에 관계한다.
- 함재: 어빌리티 최고치가 12까지 존재하며, 정찰기의 DP와 기총회피율에 관계한다.
- 전투: 어빌리티 최고치가 12까지 존재하며, 전투기의 DP와 기총회피율에 관계한다.
- 폭격: 어빌리티 최고치가 12까지 존재하며, 급강하 폭격기와 뇌격기의 DP와 기총회피율에 관계한다.

- 프리미엄 수병은 해당 어빌리티가 14로 고정이며 부가 어빌리티는 9로 고정됨.
- 강화 아이템등장으로 프리미엄수병은 +1강화가 가능하고 일반 수병은 +2강화가 가능함

### 신병, 숙련병, 사관
네필의 모든 수병은 신병, 숙련병, 사관으로 구성되어 있는데, 이 중 신병은 붉은색으로 거의 능력을 발휘하지 못하는 병사이고, 숙련병은 흰색으로 딱 1배 만큼의 일을 하는 병사이며, 사관은 초록색으로 숙련병의 4배에 해당하는 일을 하는 병사이다.
네필에 있어 신병이 대부분의 수병의 병사 숫자를 채우는 경우를 전체 바 색이 붉다 하여 '떡볶이'라 하고, 숙련병이 대부분인 경우를 풀숙련병을 줄여 풀숙(혹은 분필)이라 하는데, 사관은 최대 비율이 40%가 한계이므로(단, 2010년 추가된 45%이벤트 템으로 45%도 가능은 하다.) 사관비율이 전체의 40%가 된 경우를 더 이상 사관을 늘릴 수 없이 꽉 찼다 하여 '만사관' 이라고 한다.
참고로 신병은 포인트로 일일이 채워 주어야 하며, 숙련병은 매 게임이 끝날때마다 랜덤하게 신병이 숙련병으로 변화하지만, 캐쉬 아이템을 사용하거나 대공을 함으로써 숙련병의 추가적인 증가를 촉진시킬 수 있다. 사관의 경우, 자동생성이 되지 않고 숙련병과 포인트를 가지고 10명 단위로 심사를 하여 사관으로 진급시키는 방식이며, 전체 수병수가 많을수록, 사관 비율이 낮을수록 사관 심사의 성공확률이 증가한다.
사관 역시 캐쉬 사관아이템으로 증가시킬수도 있으나 180명이 한계이며, 40%이상의 경우 특수한 이벤트 아이템을 이용하여야 한다. 또한 캐쉬아이템으로 만들 수 있는 사관의 최대 인원인 180명을 국민사관이라 하여, 흔히들 국사라고 한다.
- 네이비필드는 사관질로 시작해서 사관질로 끝난다.

## 항구 시스템
함대를 창설하여 항구를 점령하면 해당 항구에 일정 세율을 부과하여 함대의 자금을 늘릴수 있다. 또한, 생산력을 늘림으로서 유니크쉽의 생산을 가능하게 하며 항구의 방어를 위한 기뢰와 해안포, NPC함선을 배치할 수 있다.

### 항구점령전
네이비필드의 공성전으로 각 국적의 항구를 점령하는 것이 목적이다. 항구점령전을 하기 위해서는 우선 함대가 필요하며 함대장의 통신병이 작전사령관(LV.80)이상이 되어야 한다. 항구점령전이 시작되면 해당 함대는 항구점령전이 종료될 때까지 함대원의 가입 및 탈퇴가 불가능해진다. ( ※현재 항구점령전은 테스트중이며 정식 서비스 상태는 아니다. )

#### 항구점령전의 진행방식
함대장이 점령하고자 하는 항구에 선전포고를 하게 되면 지정된 날짜에 항구전이 실시된다.(선전포고시 100만 크레딧이 필요하다.) 항구전이 시작되면 해당 함대원 및 예하 전대원들은 전투 중 함선이 격침되면 수리 및 인양이 불가능하게 되며 새로운 함선을 탑승하고 나가야 한다. 격침된 함선은 항구전이 끝날때까지 수리및 인양을 할 수가 없다. 항구전은 먼저 항구가 있는 해역을 돌파해 나인전과 항구를 점령하는 막방이.공격팀 은 막인전파하낳한 방점승리멸까켜야 하해멸시켜야 한다. 전초전라 의 공세를 막아점까지 돌파점령전막방 시작이다.점령 마 방격전막방어은의공항구를 포격으로 파괴하거나 상륙정이나 수송기로 점거해야한다. 방어팀 은 점령전에서 기뢰와 해안포, NPC함선의 도움을 받을 수 있으며 전초전라인, 점령전막방을함해 2시간 동안 공격측으로부터 항구를 지켜야 한다.